# سونگ یو ری
سونگ یوری (به انگلیسی: Sung Yu-Ri) , (به کره‌ای: 성유리) (زاده ۳ مارس ۱۹۸۱) بازیگر، خواننده، مجری و مدل کره‌ای است که در آلمان غربی متولد شد. او با بازی در سریال‌های ملکه برفی و قهرمان معروف شده‌است. او جوان‌ترین عضو گروه در حال حاضر غیرفعال Fin.K.L بود. یوری مجری برنامه کمپ شفا بود.

## زندگی شخصی و تحصیلات در اوایل زندگی
سونگ یوری دختر یک استاد برجسته الهیات در حوضه پروتستان است. یوری در سال ۲۰۰۵ میلادی از دانشگاه کیونگ هی سئول در رشته سینما فارغ‌التحصیل شد. او همچنین برنده جایزه یک عمر دستاورد از دانشگاه کیونگ هی است.

## حرفه‌ای
سونگ یوری برای اولین بار در سن ۱۶ سالگی عضو گروه خوانندگی بسیار محبوب Fin.K.L شد و تا از هم پاشیدن آن گروه در سال ۲۰۰۲ به خوانندگی ادامه داد.
یوری اولین بار بعد از، از هم پاشیدن گروه Fin.K.L و کنار گذاشتن خوانندگی در مینی سریال کره‌ای دختران بد در سال ۲۰۰۲ بازی کرد که برای آن جایزه بهترین بازیگر نقش مکمل جدید زن را برد؛ و به دنبال آن او بازیگری را با سریال محبوب هزاران سال عشق (۲۰۰۳) که در آن دو نقش یکی در زمان مدرن و یکی در زمان قدیم بازی می‌کرد را ادامه داد.
او علاوه بر بازیگری جایزه سرگرمی مدل را در سال ۲۰۰۴ از شرکت‌های کره‌ای گرفت.
اگرچه او در اواخر سال ۲۰۰۵ دوباره به خوانندگی اما این بار تک نفره بازگشت ولی از بازیگری دست نکشید و در سال ۲۰۰۶ دو سریال با نام‌های یک روز خوب بهاری و ملکه برفی بازی کرد که به خاطر بازی در آن سریال‌ها جایزه محبوب‌ترین بازیگر زن شبکه KBS کره و بهترین زوج هنری با هیون بین را از آن خود کرد و به بازیگری حرفه‌ای به صورت دائمی ادامه داد. او در ادامه در سریال‌های مختلفی که معروف تریشان قهرمان، پرستوی خورشید و جشن خدایان بود بازی کرد. او در آخرین روز سال ۲۰۱۲ در جشنواره شبکه MBC کره به خاطر بازی در سریال جشن خدایان جایزه بهترین بازیگر زن را از آن خود کرد.
یوری در ژوئیه ۲۰۱۳ بعد از خروج هان هه جین از برنامه کره‌ای Healing Camp جایگزین آن شد و این بار به مجری گری روی آورد و تا امروز مجری برنامه Healing Camp در شبکه SBS کره جنوبی است. او از گروه کمپ شفادهنده خارج شد و دیگر مجری این برنامه نیست.
در سال ۲۰۱۴ سونگ یوری با تغییر دادن کمپانی قبلی خود با شرکت Fantagio قرارداد امضا کرد.
یوری در سال 2016 با کمپانی SL قرارداد امضا کرد
یوری هم‌اکنون در حال بازی در سریال پنجاه قسمتی هیولا است و باری دیگر با کانگ جی هوان همبازی شد، این سریال از ۴ آوریل از شبکه MBC پخش شده‌است.

## فیلموگرافی

### سریال‌ها
| سال       | عنوان          | نقش                      | شبکه |
| --------- | -------------- | ------------------------ | ---- |
| ۲۰۱۶      | هیولا          | اوه سو یئون- چا جون یونگ | MBC  |
| ۲۰۱۳      | راز تولد       | جونگ یی هیون             | SBS  |
| ۲۰۱۲      | جشن خدایان     | گو جون یونگ              | MBC  |
| ۲۰۱۱      | شهر عاشقانه    | نه سون گیوم              | KBS  |
| ۲۰۰۹      | پرستوی خورشید  | لی سو هیون               | SBS  |
| ۲۰۰۸      | قهرمان         | هئو یی نوک               | KBS  |
| ۲۰۰۶–۲۰۰۷ | ملکه برفی      | کیم بو را                | KBS  |
| ۲۰۰۶      | یک روز خوب     | سئوها نئول               | MBC  |
| ۲۰۰۴      | اولین عشق پرنس | کیم یو بین               | MBC  |
| ۲۰۰۳      | هزاران سال عشق | پرنسس پویئو جو           | MBC  |
| ۲۰۰۲      | گروه من        | لی کانگ هیون             | MBC  |
| ۲۰۰۰      | دختر بد        | هان یئول مای             | SBS  |

### فیلم‌ها
| سال  | عنوان                                    | نقش                    |
| ---- | ---------------------------------------- | ---------------------- |
| ۲۰۰۲ | قانون اضطراری 19                         | (Fin.K.L]] (bit part]] |
| ۲۰۰۴ | چطور عشقم رو نگه دارم                    | cameo)                 |
| ۲۰۰۹ | شاید (خرگوش و مارمولک)                   | می اسمیت/ون سان        |
| ۲۰۱۲ | پلیس فراری                               | کو یونگ جه             |
| ۲۰۱۳ | خواهر یک پسر                             | یون هی                 |
| 2014 | Chorogi and the Stalker Guy (فیلم کوتاه) | مادر سو بین            |
| 2014 | شاگرد جان اک                             | راوی مستند             |
| ۲۰۱۵ | تابستان برف                              | سئو جونگ               |
| ۲۰۱۵ | ببخشید دوست دارم متشکرم                  |                        |

### نماهنگ
| سال  | عنوان آهنگ            | هنرمند       |
| ---- | --------------------- | ------------ |
| ۲۰۰۳ | "نامه عشق"            | 2Shai        |
| ۲۰۰۷ | "یقیناً"               | یون گیون     |
| ۲۰۱۰ | "من می‌خواهم گریه کنم" | برادران بریو |

## جوایز و نامزدها
| سال  | جایزه                          | رده                                                      | کار نامزد شده                  | نتیجه    |
| ---- | ------------------------------ | -------------------------------------------------------- | ------------------------------ | -------- |
| 2002 | MBC Entertainment Awards       | بهترین MC جدید                                           | Section TV Entertainment       | برنده    |
| 2002 | SBS Drama Awards               | جایزه جدیدترین ستاره                                     | دختران بد                      | برنده    |
| 2003 | SBS Drama Awards               | Excellence Award, Actress in a Special Planning Drama    | Thousand Years of Love         | برنده    |
| 2003 | SBS Drama Awards               | Netizen Popularity Award                                 | Thousand Years of Love         | برنده    |
| 2003 | SBS Drama Awards               | Top 10 Stars                                             | Thousand Years of Love         | برنده    |
| 2004 | 2nd Andre Kim Best Star Awards | Acting Award                                             | —                              | برنده    |
| 2006 | MBC Drama Awards               | Special Award, Actress in a Miniseries                   | یک روز خوب                     | برنده    |
| 2006 | KBS Drama Awards               | Popularity Award, Actress                                | ملکه برفی                      | برنده    |
| 2006 | KBS Drama Awards               | بهترین جایزه زوج با هیون بین                             | ملکه برفی                      | برنده    |
| 2007 | 3rd Andre Kim Best Star Awards | Female Star Award                                        | —                              | برنده    |
| 2007 | 1st Mnet 20's Choice Awards    | Natural Beauty Award                                     | —                              | برنده    |
| 2008 | 44th جایزه هنری پاکسانگ        | Most Popular Actress (TV)                                | قهرمان (مجموعه تلویزیونی)      | برنده    |
| 2008 | 2nd Korea Drama Awards         | Excellence Award, Actress                                | قهرمان (مجموعه تلویزیونی)      | نامزدشده |
| 2008 | KBS Drama Awards               | Excellence Award, Actress in a Miniseries                | قهرمان (مجموعه تلویزیونی)      | نامزدشده |
| 2008 | KBS Drama Awards               | Popularity Award, Actress                                | قهرمان (مجموعه تلویزیونی)      | برنده    |
| 2008 | KBS Drama Awards               | جایزه بهترین زوج با کانگ جی هوان                         | قهرمان (مجموعه تلویزیونی)      | برنده    |
| 2011 | KBS Drama Awards               | Excellence Award, Actress in a Mid-length Drama          | شهر رمانتیک                    | نامزدشده |
| 2012 | MBC Drama Awards               | Top Excellence Award, Actress in a Special Project Drama | جشن خدایان                     | برنده    |
| 2013 | SBS Entertainment Awards       | Excellence Award, MC category                            | Healing Camp, Aren't You Happy | برنده    |
| 2013 | SBS Drama Awards               | Excellence Award, Actress in a Miniseries                | راز تولد                       | برنده    |
| 2014 | SBS Entertainment Awards       | Producer's Award                                         | Healing Camp, Aren't You Happy | برنده    |